# Покровка (Борисовский район)
Покровка — село в Борисовском районе Белгородской области. Входит в состав Хотмыжского сельского поселения.

## География
Находится в юго-западной части Белгородской области, в лесостепной зоне, на левом берегу реки Рогозной, на расстоянии примерно 10 километров (по прямой) к западу от Борисовки, административного центра района. Абсолютная высота — 160 метров над уровнем моря.
Часовой пояс
Село Покровка как и вся Белгородская область, находится в часовой зоне МСК (московское время). Смещение применяемого времени относительно UTC составляет +3:00.

## Население
| 2002 | 2010 |
| ---- | ---- |
| 22   | ↗27  |